# Angélique (1964)
Angélique (Originaltitel Angélique, Marquise des anges) ist ein Spielfilm des französischen Regisseurs Bernard Borderie aus dem Jahr 1964 nach dem ersten Roman einer mehrbändigen Reihe über die junge Adelige der französischen Schriftstellerin Anne Golon. Der Film war der erste in einer Reihe von fünf Filmen über Angélique.
Die Hauptrolle der Angélique Sancé de Monteloup spielt Michèle Mercier, die mit ihrer Darstellung das Vorstellungsbild der Romanheldin prägte. In weiteren Rollen wirken mit Robert Hossein als Jeoffrey de Peyrac, Claude Giraud als Philippe de Plessis-Bellieres, der später in Italo-Western bekannt gewordene Giuliano Gemma als Nicolas, Robert Hoffmann (bekannt als Robinson Crusoe aus dem ZDF-Vierteiler) als Chevalier de Lorraine sowie der deutsche Charakterdarsteller Charles Regnier als Conan Becher.

## Handlung
Der Film spielt im vorrevolutionären Frankreich des 17. Jahrhunderts. Die junge Adelige Angélique de Sancé de Monteloup wächst auf dem in wirtschaftlichen Schwierigkeiten befindlichen Gutshof ihres Vaters auf. Nach dessen Willen soll sie den verunstalteten, aber reichen Grafen Jeoffrey de Peyrac heiraten. Nach anfänglicher Zurückhaltung verliebt sie sich in ihn und ist entsetzt, als er aufgrund von Intrigen des Klerus und des Hofes um König Ludwig XIV. der Hexerei angeklagt und zum Tode auf dem Scheiterhaufen verurteilt wird. Von nun an lebt sie nur noch dafür, den Tod ihres Mannes zu rächen.

## Hintergrund
Der Film wurde in französisch-deutsch-italienischer Koproduktion hergestellt. Die Produktionsfirmen waren Compagnie Industrielle et Commerciale Cinématographique (CICC), Gloria-Film GmbH, Fono Roma, Franco London Films, Francos Films und Liber Film. Die Kostüme wurden von Rosine Delamare, das Szenenbild von René Moulaert entworfen.
Der Film wurde von der Kritik als künstlerisch wertlos beurteilt, aber national und international zu einem großen kommerziellen Erfolg. Er machte die 25-jährige, bis dato eher unbekannte Michèle Mercier zum Kino-Star. Die deutsche Erstaufführung erfolgte am 18. Dezember 1964. In den deutschen Kinos sahen fast 6,5 Millionen Zuschauer den Film. Auch die Nachfolgefilme wurden, wenn auch mit nachlassendem Erfolg, hierzulande zu Kino-Hits.
Nach dem großen Erfolg von Angélique wurden bis 1968 vier weitere Bücher um die Romanheldin Angelique mit denselben Hauptdarstellern verfilmt. Die Angélique-Reihe zählt zu den erfolgreichsten Filmreihen der 1960er Jahre. Nach einer Veröffentlichung auf VHS-Video sind die Filme seit 2007 in der französischen Originalversion und seit 2012 auch in einer fünfteiligen DVD/Blu-Ray-Box auf Deutsch erhältlich.
2013 entstand unter dem Titel Angélique eine Neuverfilmung, die auf den ersten vier Bänden der Neuveröffentlichung von 2008 basiert.

## Kritiken
„Liebesgeschichte aus der Königszeit des 17. Jahrhunderts, nach einem erfolgreichen Bestseller; die abenteuerlich-erotische Unterhaltung ist schwerfällig, mit fast stupide wirkendem Ernst erzählt und verzerrt bewußt die sozialen Hintergründe.“

„Aussageschwache Romanverfilmung, auf Schaueffekte abgestimmt und in der Hintergrundzeichnung flach. Für Jugendliche ungeeignet und für Erwachsene kaum zu empfehlen.“

## Auszeichnungen
- 1966: Goldene Leinwand